# منتخب الكويت لكرة الصالات
منتخب الكويت لكرة القدم الخماسية هو الممثل الرسمي لدولة الكويت في منافسة كرة القدم الخماسية ويتبع لاتحاد الكويت لكرة القدم.